# Bahía Escocesa
La Bahía Escocesa es una bahía grande en la República Dominicana, que se extiende a través de 70 kilómetros de la costa noreste desde la localidad de Cabrera al Cabo Cabrón. La costa de la bahía se encuentra totalmente dentro de dos provincias, María Trinidad Sánchez, en el oeste, y Samaná, en el sur.